# دومينيك مالونغا
دومينيك سوسوروبلا مالونغا (بالفرنسية: Dominique Malonga)‏ (مواليد 8 يناير 1989) هو لاعب كرة قدم كونغولي فرنسي-الميلاد يلعب لصالح نادي هيبرنيان الإسكتلندي.

## المسيرة الدولية
في 30 أغسطس 2012، استدعي مالونغا لقائمة منتخب الكونغو لأول مرة. وكان قد مثّل منتخب فرنسا تحت 19 سابقًا.
أستدعي مالونغا مرة أخرى لمنتخب الكونغو في نوفمبر 2014. وشارك في أولى مبارياته الدولية في المباراة التي انتهت بفوز الكونغو على السودان بنتيجة 1–0 وهو الفوز الذي ضمن للكونغو التأهل لكأس الأمم الأفريقية 2015. وكان مالونغا ضمن قائمة الاحتياطي في الأربع مباريات التي لعبتها الكونغو في تلك البطولة، حيث شارك في الشوط الثاني في ثلاث من تلك المباريات من ضمنها مبارات ربع النهائي التي خسرتها الكونغو أمام جارتها الكونغو الديمقراطية.

## روابط خارجية
- دومينيك مالونغا على موقع قاعدة بيانات كرة القدم.إي يو (الإنجليزية)
- دومينيك مالونغا على موقع ناشيونال فوتبول تيمز (الإنجليزية)
- دومينيك مالونغا على موقع Soccerbase.com (لاعب) (الإنجليزية)
- دومينيك مالونغا على موقع Soccerway.com (الإنجليزية)
- دومينيك مالونغا على موقع عالم كرة القدم.نت (الإنجليزية)
- دومينيك مالونغا على موقع AS.com (الإسبانية)